# Cat Ba
Ne doit pas être confondu avec Cát Bà (ville).
 (août 2020).
Si vous disposez d'ouvrages ou d'articles de référence ou si vous connaissez des sites web de qualité traitant du thème abordé ici, merci de compléter l'article en donnant les références utiles à sa vérifiabilité et en les liant à la section « Notes et références ».
Cat Ba (en vietnamien: Cát Bà) est l'île la plus étendue de la baie d'Along au nord du Viêt Nam avec une superficie de 354 km2. Elle appartient depuis 1994 à une réserve de biosphère de l'Unesco et abrite le parc national de Cat Ba de 280 km2 qui réunit de nombreuses espèces endémiques végétales ou animales.
La ville de Cat Ba accueille une population de 12 000 habitants.

## Points d'intérêt touristiques

### Cannon Fort
Construit sur le haut d’une colline haute de 177 mètres, le fort Cannon surplombe la baie de Lan Ha. Le fort est un vestige de la période coloniale française, construit en 1942 pour servir de point d’observation et de défense militaire. Ce fort est resté en activité jusque dans les années 1970 et alors ouvert au tourisme. Il est dorénavant fermé,.

### Le village de Viet Hai
Petit village d'environ quatre cents âmes vivant dans quatre-vingts maisons, Viet Hai rassemble une communauté de pêcheurs et n'a été relié à l'électricité qu'au début des années 2010.

### Village flottant de Cai Beo
Accessible depuis le port de Ben Beo, ce village comprend environ trois cents maisons flottantes, où les familles vivent principalement de la pêche et de la pisciculture, depuis des siècles : Cai Beo fait partie des villages de pêcheurs les plus anciens du Viêt Nam.

### Grottes
Quatre grottes notables sont visitables sur l'île de Cat Ba.
- La grotte de l'Hôpital : cette grotte a revêtu un rôle important lors de la guerre du Viêt Nam, au cours de laquelle elle fut convertie en hôpital pour les combattants Viet Minh et plus globalement en refuge pour les habitants.
- La grotte Trung Trang : découverte par les Français en 1938, située au cœur de la plus grande vallée de l'île, cette grotte offre une vue sur la forêt tropicale.
- La grotte Dong Hoa Cuong : au nord de l'île, d'une longueur de cent mètres et jusqu'à vingt mètres de haut, son nom peut se traduire par grotte Diamant, du fait du scintillement de ses stalactites et stalagmites.
- La grotte Thien Long : située à 45 minutes de la ville de Cat Ba, et découverte seulement en l'an 2000, cette grotte se divise en trois parties.

## Patrimoine mondial
L'archipel est inscrit sur la liste du patrimoine mondial en septembre 2023 par l'UNESCO, comme extension du site de la baie d'Ha Long. Il fait partie des plus beaux au monde.